# 坎普爾野戰炮工廠
坎普爾野戰炮工廠（英語：Field Gun Factory, Kanpur）是曾隸屬於印度兵工廠委員會集團下的一間兵工廠，也是印度先進武器和裝備公司目前最新加入的成員，地點位於北方邦工業大城坎普爾，主要承攬製造印度武裝部隊所需的大砲砲管。

## 簡介
印度在1960年代印巴戰爭後，意識到國內現有的兵工廠產製能量不足大規模戰爭所需，當時坎普爾兵工廠廠區空間與管理能力均不足以應付多樣化的軍械製造。印度政府決定將其火炮生產製能分離該工廠，重新建立一座符合生產管理模式的製炮廠。該廠在坎普爾邦另尋空地建造，並自瑞士奧瑞岡車床廠（現萊茵金屬防空系統下轄子公司）採購火炮製造相關之加工機械設備，在1979年開工。
目前，該廠除了承攬印度軍隊的火炮國產化業務外，亦生產銷售供民用之左輪手槍。

## 主力產品
| 陸軍                                                   |
| ------------------------------------------------------ |
| 印度野戰炮炮管                                         |
| T-72主力戰車／T-90主力戰車用2A46坦克炮系列炮管和零附件 |
| M-46型130毫米牽引加農炮炮管                            |
| 阿瓊主戰坦克用120公厘戰車炮炮管                        |
| 丹努什榴彈炮用155公厘45倍徑榴彈炮炮管                  |
| 海軍                                                   |
| RBU-1200反潛迫擊砲發射管                               |
| RBU-6000反潛迫擊砲發射管                               |